# 1960 في إيطاليا
فيما يلي قوائم الأحداث التي وقعت خلال عام 1960 في إيطاليا.

## أحداث
- 25 أغسطس – الألعاب الأولمبية الصيفية 1960
- 1 يناير – الألعاب البارالمبية الصيفية 1960

## سياسة

### تعيين في المنصب
- 25 مارس – أنطونيو سينيي وزير الخارجية.
- 26 يوليو – أمنتوري فانفاني رئيس وزراء إيطاليا.

### انتهاء فترة المنصب
- 25 مارس – أنطونيو سينيي وزير الداخلية الإيطالي ‏، رئيس وزراء إيطاليا.

## رياضة
- 9 يونيو – طواف إيطاليا 1960 الفائزون جاك أنكيتيل، شارلي جاول، ريك فان لوي، Ignis (cycling team) [الإنجليزية]‏، غاستوني نينسيني.

## ظهور
- 1 يناير – فالنتينو

## أفلام
من الأفلام التي صدرت هذه السنة في إيطاليا:
- 1 يناير – ابنة كليوباترا من إخراج Fernando Cerchio [الإنجليزية]‏.
- 1 يناير – امرأتان من إخراج فيتوريو دي سيكا.
- 1 يناير – لا دولشي فيتا من إخراج فيديريكو فليني.
- 1 يناير – لافينتورا من إخراج مايكل أنجلو أنطونيوني.

## مواليد

### يناير
- 19 يناير – ماورو تاسوتي لاعب كرة قدم إيطالي.[1]

### فبراير
- 1 فبراير – فابريزيو بيروفانو متسابق دراجات نارية إيطالي.
- 2 فبراير – كلاوديو بانتا لاعب كرة مضرب إيطالي.
- 13 فبراير – بييرلويجي كولينا[2]
- 18 فبراير – غريتا سكاتشي[3]
- 20 فبراير – إنيو ماركيتو

### أبريل
- 3 أبريل – كلاوديو بوليزي لاعب كرة قدم إيطالي.
- 19 أبريل – نيكوليتا براشي
- 25 أبريل – فرانشيسكو رومانو لاعب كرة قدم إيطالي.[4]
- 28 أبريل – والتر زينغا لاعب ومدرب كرة قدم إيطالي.[5]

### مايو
- 8 مايو – فرانكو باريزي لاعب كرة قدم إيطالي.[6]

### يونيو
- 13 يونيو – إزيو جيانولا متسابق دراجات نارية إيطالي.
- 25 يونيو – ألدو سيرينا لاعب كرة قدم إيطالي.[7]

### يوليو
- 19 يوليو – إنيو سلفادور درّاج طريق إيطالي.

### سبتمبر
- 22 سبتمبر – موريزيو كوتشيولوني ضابط إيطالي.

### أكتوبر
- 1 أكتوبر – باولو جيوفانيللي لاعب كرة قدم إيطالي.[8]
- 10 أكتوبر – إليو فيستا دراج إيطالي.
- 29 أكتوبر – فابيولا جيانوتي فيزيائية إيطالية.[9]

### نوفمبر
- 26 نوفمبر – ديليو روسي لاعب ومدرب كرة قدم إيطالي.

### ديسمبر
- 17 ديسمبر – مورينو أرجنتين درّاج طريق إيطالي.

## وفيات

### يناير
- 2 يناير – فاوسطو كوبي (مواليد 1919) درّاج طريق إيطالي.[10]

### يونيو
- 29 يونيو – جوسيبي ريتزي (مواليد 1886) لاعب كرة قدم إيطالي.

### أغسطس
- 7 أغسطس – سالفاتوري فيراغامو (مواليد 1898) مصمم إيطالي.[11]

### ديسمبر
- 14 ديسمبر – أنطونيو بارلوزي (مواليد 1884) مهندس معماري إيطالي.
- 26 ديسمبر – جوزيبي ماريو بيلانكا (مواليد 1886)[12]